# Peter Ellegaard
Peter Ellegaard (* 1958) ist ein ehemaliger dänischer Radrennfahrer und nationaler Meister im Radsport.

## Sportliche Laufbahn
Ellegaard gewann 1975 bei den dänischen Meisterschaften der Junioren seinen ersten nationalen Titel, als er im Zeitfahren siegte. Bei den Amateuren holte er dann gemeinsam mit Henning Larsen, Claus Rasmussen und Lars Johansen den Titel in der Mannschaftsverfolgung 1979. 1980 verteidigte dieser Vierer den Titel, 1981 gewann Ellegaard erneut die Meisterschaft mit Larsen, Rasmussen und Stig Larsen. Bis 1981 gewann er weitere Medaillen bei den nationalen Titelkämpfen im Sprint, in der Mannschaftsverfolgung und im 1000-Meter-Zeitfahren.